# Ernst Weißelberg
Ernst Weißelberg (* 27. September 1883 in Groß-Plauth, Kreis Rosenberg in Westpreußen; † 20. Januar 1972 in Siegen) war ein deutscher Kommunalpolitiker der CDU und von 1946 bis 1948 Oberbürgermeister der Stadt Siegen.

## Leben und Wirken
Weißelberg kam nach seiner Rückkehr aus dem Ersten Weltkrieg, den er u. a. in Palästina erlebte, und englischer Gefangenschaft in Ägypten, 1920 als kaufmännischer Leiter des Büros der AEG nach Siegen.
Er engagierte sich politisch wie eine ganze Reihe späterer Siegerländer CDU-Politiker in der Weimarer Republik in der im Siegerland von den antisemitischen Christlich-Sozialen dominierten DNVP bzw. nach deren Bruch mit ihrer Partei im Evangelischen Volksdienst. Mindestens ab 1928 war Weißelberg Mitglied im Verein für das Deutschtum im Ausland (VDA), einer Vereinigung großdeutscher und volksgemeinschaftlicher Ausrichtung.
Von der britischen Militärbehörde wurde Weißelberg im Dezember 1945 als ernanntes Mitglied in die Stadtverordnetenversammlung, den Vorläufer des Siegener Stadtrates, berufen. Die von der Besatzungsbehörde bestimmten Ratsvertreter wählten Weißelberg am 4. Februar 1946 zum Oberbürgermeister der Stadt Siegen.
Nach der ersten Gemeindewahl in der Stadt Siegen am 13. Oktober 1946 wurde Weißelberg als Ratsmitglied am 23. Oktober 1946 von der gewählten Siegener Ratsvertretung im Amt des Oberbürgermeisters wiedergewählt und ein weiteres Mal am 10. Dezember 1947 bestätigt.
Bei der nächsten Gemeindewahl im Oktober 1948 kandidierte Weißelberg, der dem Siegener Stadtrat als CDU-Vertreter noch bis 1956 angehörte, nicht mehr, da er nach den damaligen gesetzlichen Bestimmungen nur noch bis 30. März 1949 im Amt hätte bleiben können. Als sein Nachfolger wurde der CDU-Politiker Ernst Bach gewählt.
Weißelberg wurde Ehrenmitglied des CDU-Kreisverbandes Siegen. Er war 1953 einer der ersten Siegener, die mit dem Bundesverdienstkreuz ausgezeichnet wurden.